# Liste der Bischöfe von Luleå
Die folgenden Personen waren bzw. sind Bischöfe im Bistum Luleå der (lutherischen) Schwedischen Kirche:
1. Olof Bergqvist 1904–1937
2. Bengt Jonzon 1937–1956
3. Ivar Hylander 1956–1966
4. Stig Hellsten 1966–1980
5. Olaus Brännström 1980–1986
6. Gunnar Weman 1986–1993
7. Rune Backlund 1993–2002
8. Hans Stiglund 2002–2018
9. Åsa Nyström 2018–